# Lei wangzi
Lei wangzi é um filme de drama taiwanês-hong-konguês de 2009 dirigido e escrito por Yonfan. Foi selecionado como representante de Hong Kong à edição do Oscar 2010, organizada pela Academia de Artes e Ciências Cinematográficas.

## Elenco
- Fan Zhiwei - Ding keqiang (丁克強)
- Océane Zhu - Jin Wanping (金皖平)
- Joseph Chang - Sun Hansheng (孫漢生)
- Terri Kwan - Ouyang Qianjun (歐陽千君)
- Kenneth Tsang - General Liu (劉將軍)
- Li Po-husan
- Tsai Pei-han
- Jack Kao
- Chiao Chiao
- Lin Yo-wei